# Kim Lou
Kim Lou (22 de enero de 1991) es una canta-autora guatemalteca. Kim Lou nació en la ciudad de Guatemala. Durante su niñez y adolescencia estudió piano y actuación. Esta cantante dice desear proyectar lo que siente a través de sus canciones. La mayoría de sus canciones son en Inglés, pero también Se dedica a escribir música en español que intenta alentar a atletas, niños con capacidades especiales y Guatemaltecos en general.

## Historia
Desde su niñez deseaba cantar, dio sus lecciones de canto y demostraba una gran pasión por cantantes como Celine Dion, el grupo The Beatles, Journey y su mayor influencia e ídolo Michael Jackson, los cuales le inspiraron a cantar en inglés. Esto fue reconocido por la cantante:

"Desde que era chiquita en mi casa solo se escuchaba música en ingles, más que todo de los años 80's, 70's etc".
Kim Lou

Se graduó en la Universidad Galileo y La Academia Culinaria De Guatemala en el año 2011 como Técnica en Gastronomía y Administración Culinaria y Chef profesional, también fundó su propia empresa a la que llamó "Kim's Kuisine" que ofrece servicios de cáterin propios del sector hostelero. Goza de cierto prestigio y Kim ha recibido algunos galardones como chef.
Habiendo cumplido con sus padres el trato de tener su título universitario, se dedica de lleno a escribir, producir e interpretar canciones propias. Con su primer disco titulado “Kim Lou”, el cual tiene 7 temas de su autoría, aunque en algunos contó con la ayuda de su hermano, Ken Lou. Escribe el tema "Pa´delante", el cual dedica a los atletas guatemaltecos en los Juegos Panamericanos de Guadalajara. Luego creó su campaña contra el abuso escolar, y escribe un tema llamado "Levantate", dado que ella misma sufrió de Bullying, la cantante aseguró que debido a eso esta canción guarda un lugar muy especial en su corazón. También escribe el tema llamado “Citius Altius Fortius" para los atletas guatemaltecos en los Juegos Olímpicos de Londres 2012 en el cual participa a dúo con el cantante Guatemalteco Lico Vadelli.
Ella escribe un tema con la idea de motivar a los guatemaltecos en general a cambiar de actitud y lo llama "Quiero Cambiar". Para Navidad escribe el tema "Mi lista de Navidad" en donde hace conciencia de la pobreza que hay en Guatemala y de los niños que no tienen la oportunidad de tener regalos de Navidad. 
Más tarde, escribe el tema "Tu me inspiras a ser mejor", tema que dedica a los niños con síndrome de down en Guatemala.
El 29 de noviembre de 2014 lanzó su nuevo sencillo Lose Control una canción con ritmos electrónicos y sonidos jóvenes que hace recordar a Michael Jackson, este sencillo será parte de su nuevo Álbum.

## Discografía de Kim Lou
Estos son los discos que Kim Lou tiene hasta el momento:
- "Kim Lou" (2011)
- Tainted In Blue (2012)
- CANDID  (2015)

### Sencillos
- Lose Control (2014)
- Por un momento (2014)
- Water (2013)